# Buchenwaldplatz

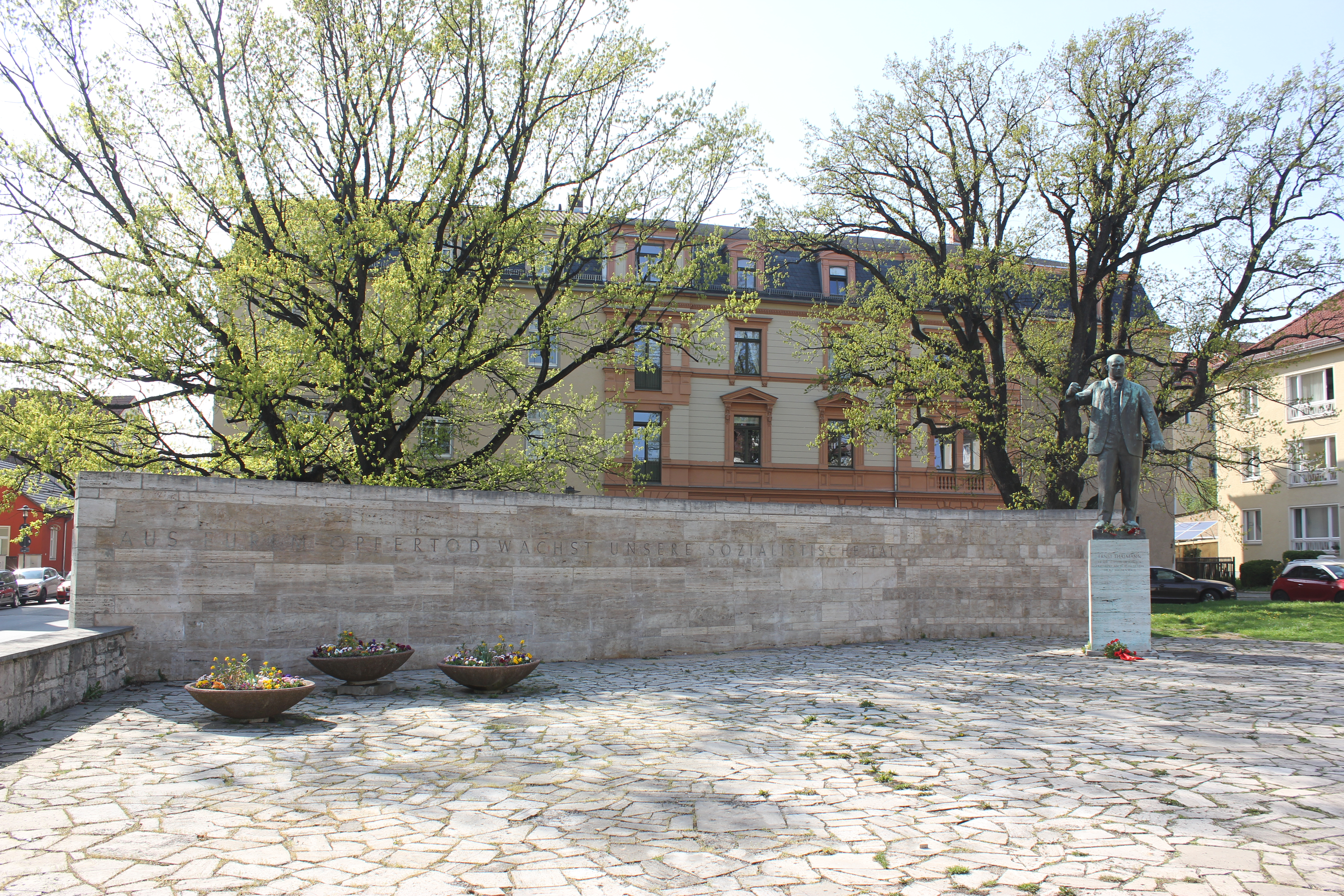
Buchenwaldplatz mit Ernst-Thälmann-Denkmal

Der Buchenwaldplatz ist eine Platzanlage an der Carl-August-Allee unweit des Hauptbahnhofes in Weimar, die begrenzt wird durch die Carl-August-Allee, die Carl- von-Ossietzky-Straße, die an das Konzentrationslager Buchenwald erinnert. Er liegt in der Nordvorstadt.

## Geschichte und Beschreibung
Der Platz hieß von 1873 bis 1945 Watzdorfplatz, benannt nach dem sachsen-weimarischen Staatsminister Christian Bernhard von Watzdorf. Ab 1958 hieß der Platz „Platz der 51000“, später dann bis 1991 „Platz der 56000“. 
1958 wurde der Platz durch Walter Arnold, Otto Englberger und Siegfried Tschierschky neu gestaltet, die dafür den Literatur- und Kunstpreis der Stadt Weimar erhielten, und das Ernst-Thälmann-Denkmal eingeweiht. Das Denkmal steht dort, wo sich das Kriegerdenkmal für die Gefallenen des Deutsch-Französischen-Krieges befand, das 1875 von Robert Härtel geschaffen wurde.
In diesem Bereich schuf Englberger auch Mietshäuser. Der Platz wurde in der DDR zu politischen Manifestationen instrumentalisiert.
Über der Carl-August-Allee befindet sich auf dem begrünten und mit Bäumen bepflanzten Bereich die von Walter Sachs geschaffene Installation Brücke über Sand. An der Carl-August-Alle/Ecke Carl-von-Ossietzky-Straße befindet sich das Stegmannsche Haus.
Der gesamte Buchenwaldplatz steht auf der Liste der Kulturdenkmale in Weimar (Sachgesamtheiten und Ensembles). Einzelne Objekte wie das Ernst-Thälmann-Denkmal oder das Stegmannsche Haus stehen auf der Liste der Kulturdenkmale in Weimar (Einzeldenkmale).

## Galerie

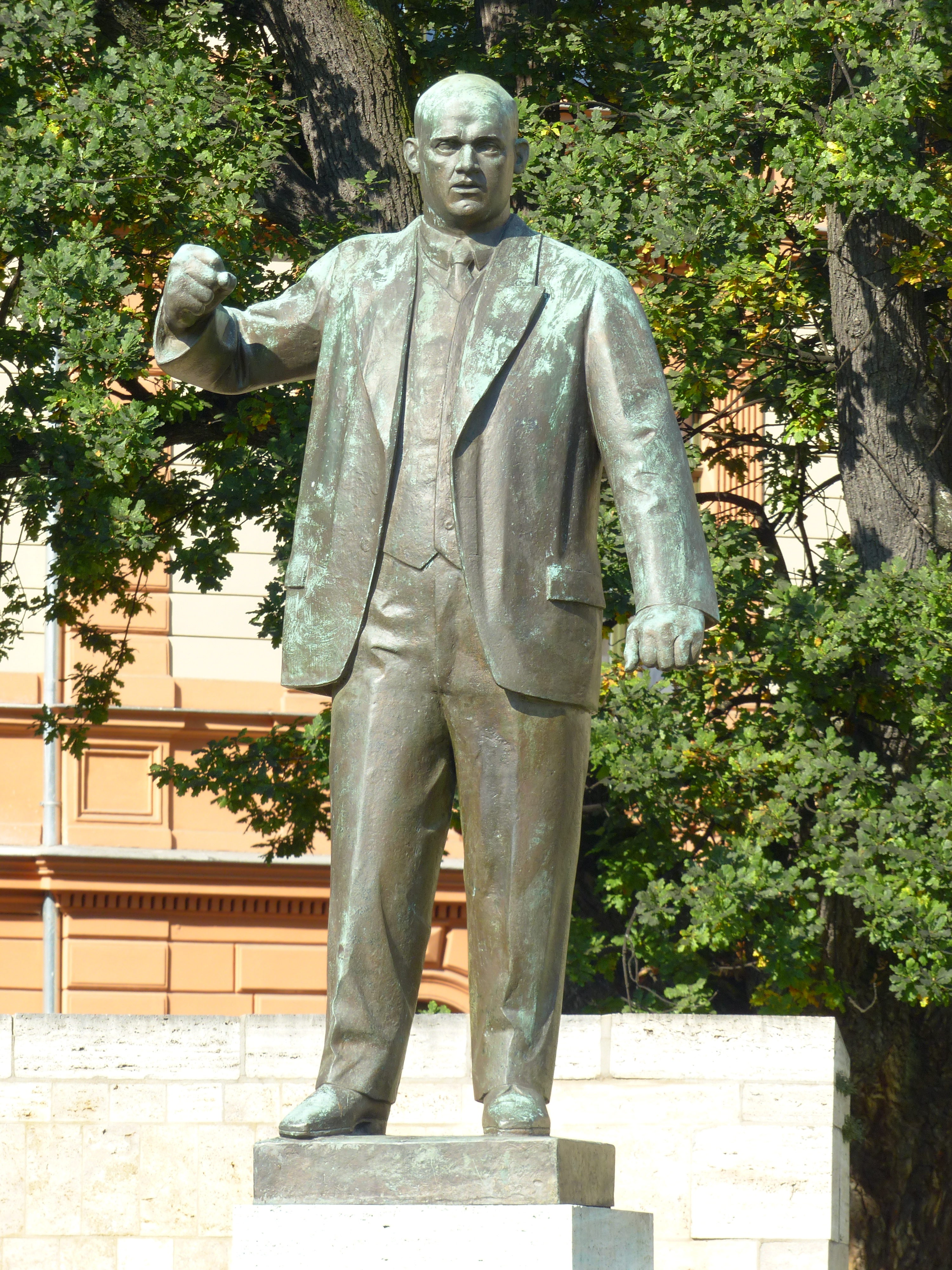
Ernst-Thälmann-Denkmal
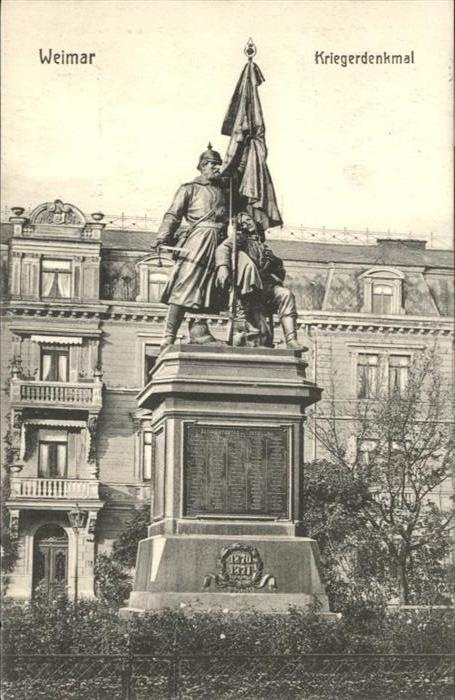
Kriegerdenkmal am Watzdorfplatz von Robert Härtel